# Rachel Weinberg
Pour les articles homonymes, voir Weinberg.
Rachel Weinberg est une réalisatrice, scénariste et actrice française, née Rachel Guzy le 25 octobre 1928 à Roanne (Loire) et morte le 26 novembre 2018 à Fontainebleau (Seine-et-Marne).

## Biographie
Elle a fait ses études de cinéma à l'Institut des hautes études cinématographiques (IDHEC), neuvième promotion, entrée en novembre 1952.

## Filmographie

### Réalisatrice et scénariste
- 1971 : Pic et pic et colegram avec Monique Chaumette, Jean-Paul Tribout et Henri Garcin
- 1974 : L'Ampélopède avec Isabelle Huppert et Jean Pignol
- 1981 : La Flambeuse avec Lea Massari, Laurent Terzieff, Didier Sauvegrain, Claude Brosset et Gérard Blain

### Actrice
- 1973 : Monsieur Émilien est mort, téléfilm de Jean Pignol avec Jean-Roger Caussimon, Françoise Seigner et Roger Souza